# Eustroma
Eustroma är ett släkte av fjärilar som beskrevs av Jacob Hübner 1825. Eustroma ingår i familjen mätare.

## Bildgalleri

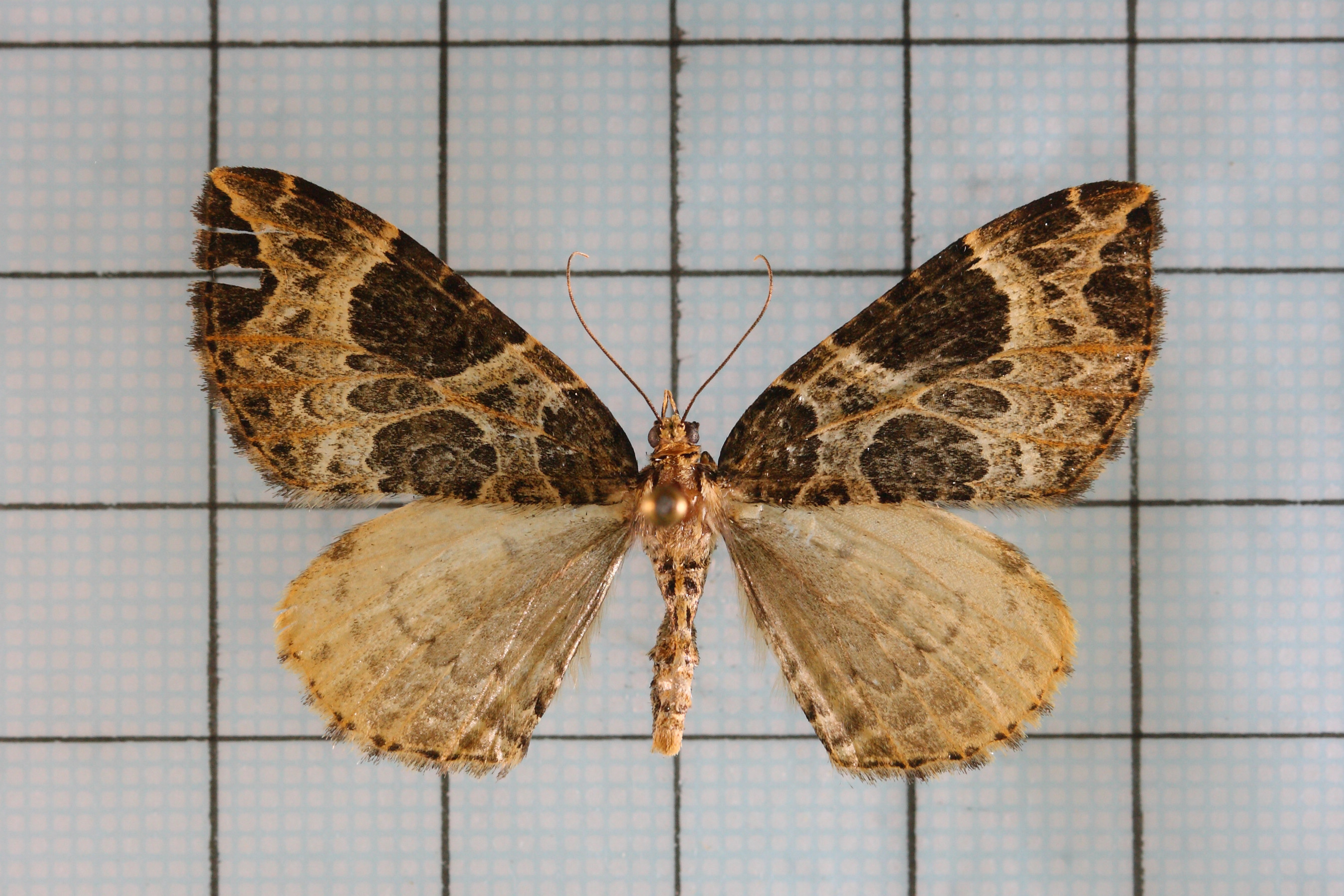
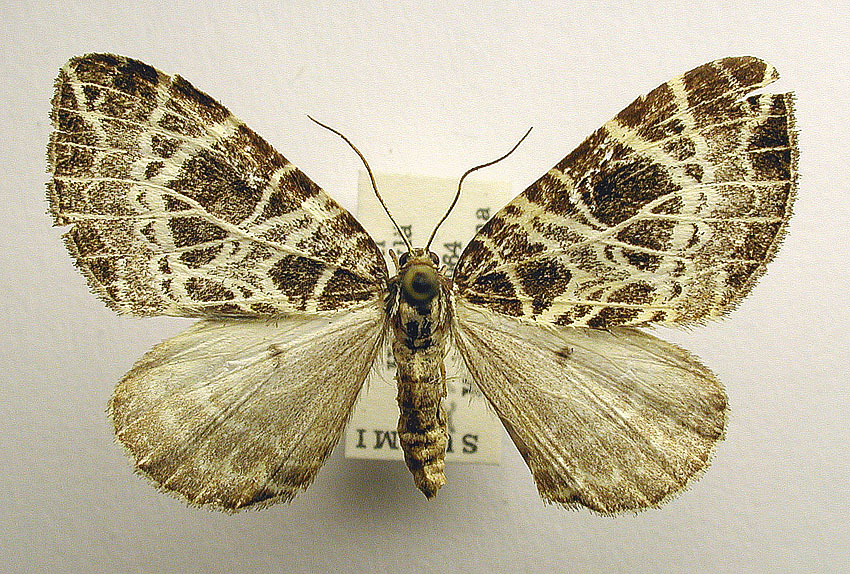
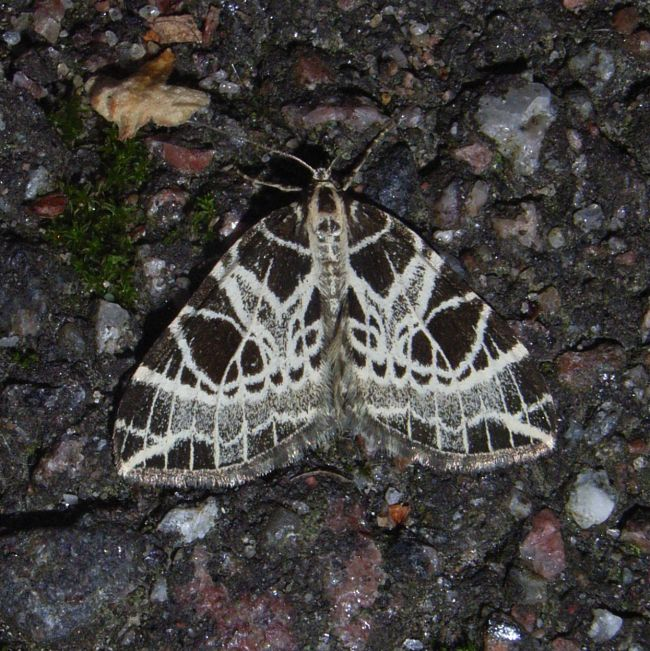
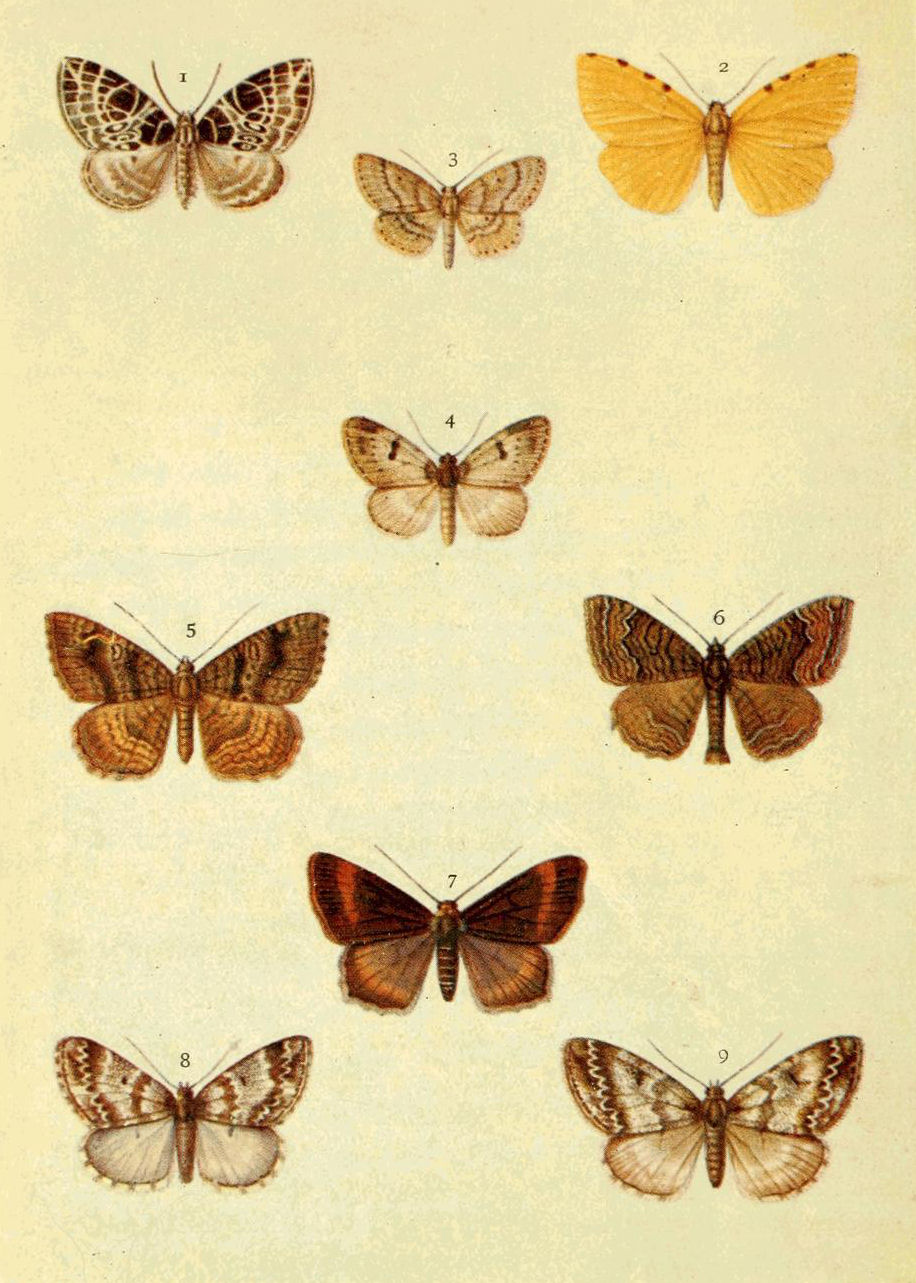
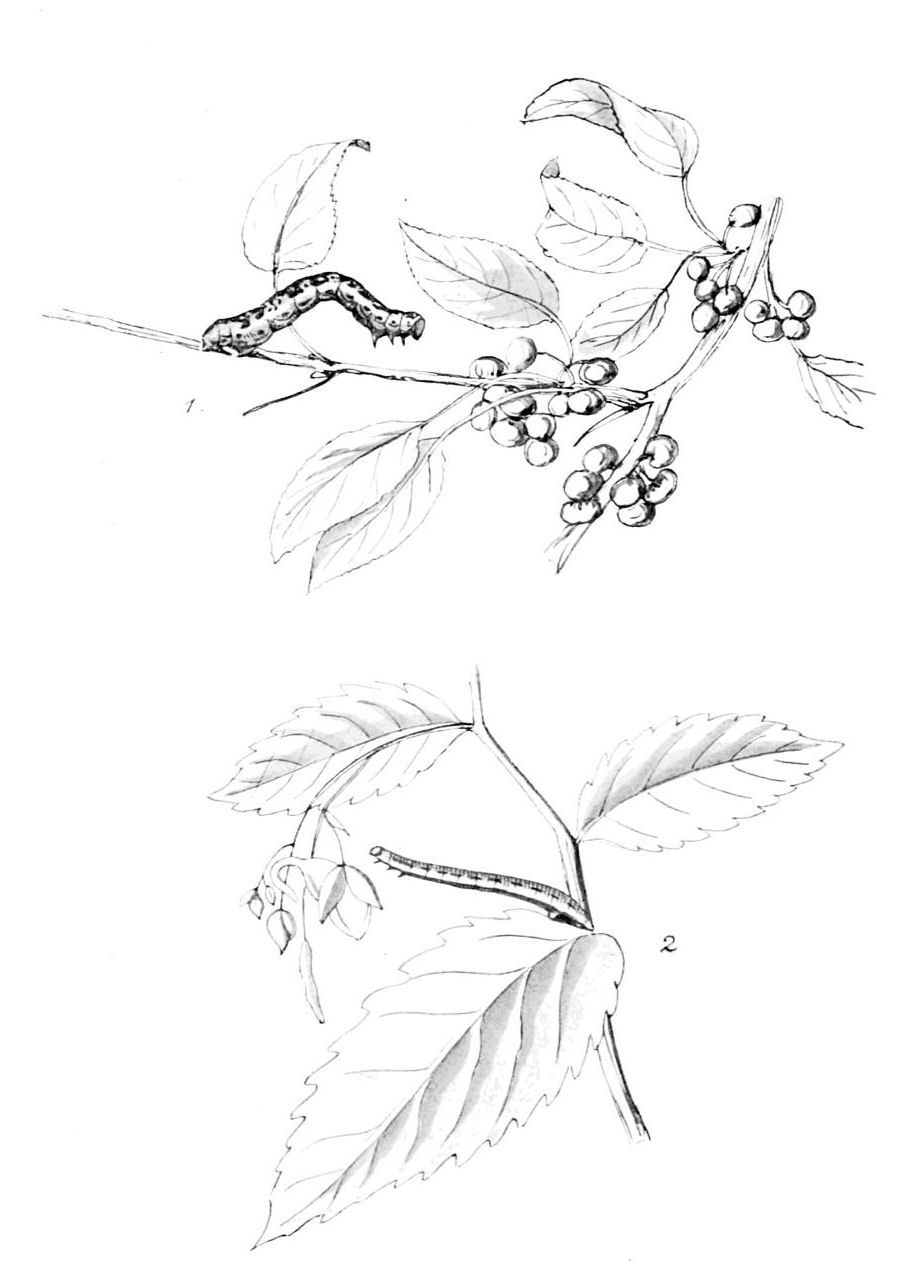

## Dottertaxa tillEustroma, i alfabetisk ordning[1][2]
- Eustroma aerosa
- Eustroma atrifasciata
- Eustroma aurantiaria
- Eustroma aurigena
- Eustroma brunnearia
- Eustroma chalcoptera
- Eustroma changi
- Eustroma chlorovenosata
- Eustroma chosenicola
- Eustroma costimacula
- Eustroma debilitata
- Eustroma delimitata
- Eustroma dictyides
- Eustroma dictyota
- Eustroma disrupta
- Eustroma dureri
- Eustroma elista
- Eustroma fasciata
- Eustroma fractifasciaria
- Eustroma hampsoni
- Eustroma inextricata
- Eustroma interplagata
- Eustroma interrupta
- Eustroma japonicum
- Eustroma lativittaria
- Eustroma macdunnoughi
- Eustroma mardinata
- Eustroma melancholica
- Eustroma metaria
- Eustroma moorei
- Eustroma nubilata
- Eustroma obsoleta
- Eustroma ovulata
- Eustroma pilosa
- Eustroma promacha
- Eustroma reticulata
- Eustroma semiatrata
- Eustroma tomarina
- Eustroma venipicta
- Eustroma venulata